# If You Can't Stand the Heat (album)
If You Can't Stand the Heat is het elfde studioalbum van de Engelse rockband Status Quo. Het werd opgenomen in de Wisseloord Studio's te Hilversum en de productie lag, net zoals bij hun vorige album Rockin' All Over the World, in handen van Pip Williams. Het album werd in oktober 1978 uitgebracht en bereikte de derde plaats in de Britse hitlijst. De band werd bij de opnames bijgestaan door een blazerssectie, The David Katz Horns. Daarnaast maakte de groep voor het eerst gebruik van een achtergrondkoortje, bestaande uit Jacquie O'Sullivan (die zich later bij de meidengroep Bananarama voegde), Stevie Lange en Joy Yates.
Van het album werden twee singles uitgebracht. In augustus 1978 verscheen het door Rick Parfitt en Andy Bown geschreven "Again and Again" als eerste single, met Alan Lancasters "Too Far Gone" als B-kant. Deze single bereikte de tiende plaats in de Nederlandse Top 40. De tweede single, "Accident Prone" van Peter Hutchins en Pip Williams, werd uitgebracht in november en behaalde de dertiende positie in de Top 40. Als B-kant werd het door Francis Rossi en Bernie Frost gecomponeerde "Let Me Fly" gebruikt.

## Composities
1. "Again and Again" (Parfitt/Bown/Lynton) - 3:41
2. "I'm Giving Up My Worryin'" (Rossi/Frost) - 3:02
3. "Gonna Teach You to Love Me" (Lancaster/Green) - 3:11
4. "Someone Show Me Home" (Rossi/Frost) - 3:49
5. "Long Legged Linda" (Bown) - 3:29
6. "Oh, What a Night" (Parfitt/Bown) - 3:46
7. "Accident Prone" (Williams/Hutchins) - 5:08
8. "Stones" (Lancaster) - 3:53
9. "Let Me Fly" (Rossi/Frost) - 4:25
10. "Like a Good Girl" (Rossi/Young) - 3:26

Bonusnummer op de heruitgave uit 2005
11. "Accident Prone" [Single] (Williams/Hutchins)

## Bezetting
- Francis Rossi - gitaar, zang
- Rick Parfitt - gitaar, zang
- Alan Lancaster - basgitaar, gitaar, zang
- John Coghlan - drums
- Andy Bown - keyboard

Gastmuzikanten
- Jacquie O'Sullivan - achtergrondzang
- Stevie Lange - achtergrondzang
- Joy Yates - achtergrondzang
- Frank Ricotti - percussie
- David Katz - viool

## Hitnotering
| "If You Can't Stand the Heat" in de Nederlandse Album Top 100 - binnen: 28-10-1978 | "If You Can't Stand the Heat" in de Nederlandse Album Top 100 - binnen: 28-10-1978 | "If You Can't Stand the Heat" in de Nederlandse Album Top 100 - binnen: 28-10-1978 | "If You Can't Stand the Heat" in de Nederlandse Album Top 100 - binnen: 28-10-1978 | "If You Can't Stand the Heat" in de Nederlandse Album Top 100 - binnen: 28-10-1978 | "If You Can't Stand the Heat" in de Nederlandse Album Top 100 - binnen: 28-10-1978 | "If You Can't Stand the Heat" in de Nederlandse Album Top 100 - binnen: 28-10-1978 | "If You Can't Stand the Heat" in de Nederlandse Album Top 100 - binnen: 28-10-1978 | "If You Can't Stand the Heat" in de Nederlandse Album Top 100 - binnen: 28-10-1978 | "If You Can't Stand the Heat" in de Nederlandse Album Top 100 - binnen: 28-10-1978 | "If You Can't Stand the Heat" in de Nederlandse Album Top 100 - binnen: 28-10-1978 | "If You Can't Stand the Heat" in de Nederlandse Album Top 100 - binnen: 28-10-1978 |
| Week                                                                               | 1                                                                                  | 2                                                                                  | 3                                                                                  | 4                                                                                  | 5                                                                                  | 6                                                                                  | 7                                                                                  | 8                                                                                  | 9                                                                                  | 10                                                                                 |                                                                                    |
| ---------------------------------------------------------------------------------- | ---------------------------------------------------------------------------------- | ---------------------------------------------------------------------------------- | ---------------------------------------------------------------------------------- | ---------------------------------------------------------------------------------- | ---------------------------------------------------------------------------------- | ---------------------------------------------------------------------------------- | ---------------------------------------------------------------------------------- | ---------------------------------------------------------------------------------- | ---------------------------------------------------------------------------------- | ---------------------------------------------------------------------------------- | ---------------------------------------------------------------------------------- |
| Nummer                                                                             | 35                                                                                 | 25                                                                                 | 14                                                                                 | 14                                                                                 | 28                                                                                 | 29                                                                                 | 38                                                                                 | 41                                                                                 | 44                                                                                 | 42                                                                                 | uit                                                                                |